# جيمس إدوارد فيتزجيرالد
جيمس إدوارد فيتزجيرالد (بالإنجليزية: James Edward Fitzgerald)‏ هو كاهن كاثوليكي أمريكي، ولد في 30 ديسمبر 1938 في شيكاغو في الولايات المتحدة، وتوفي في 11 سبتمبر 2003.